# Scopula figlinaria
Scopula figlinaria là một loài bướm đêm trong họ Geometridae.